# Henry Dupuy-Mazuel
Henry Dupuy-Mazuel, né le 17 mai 1885 à Perpignan et mort le 23 avril 1962 à Nice, est un romancier, dramaturge, journaliste et scénariste français, directeur pendant plusieurs années du Monde illustré. 
Il est le père de Marie-Madeleine Dupuy-Mazuel dite Marianne Monestier, romancière et journaliste, qui a été directrice du journal Marie-Claire.

## Œuvre

### Romans
- La Jeune Fille aux oiseaux, roman d'une fiancée (1910)
- Le Miracle des loups (1924) ; rééditions en 1954, 1960 et 1961
- Le Joueur d'échecs (1926)
- Le Chant de l'alouette (1932)
- Chrestos (1933)
- Jeanne de Reims (1935) ; réédition sous le titre La Jeune Fille au gantelet de fer (1953)
- Blandine (1947), écrit en collaboration avec Auguste Dupouy
- La Croix à Gergovie (1947), écrit en collaboration avec Auguste Dupouy
- Un soir d'Épiphanie (1948), écrit en collaboration avec Auguste Dupouy
- Les Quatre Chevaux blancs (1948), écrit en collaboration avec Auguste Dupouy
- Le Jardin de Lutèce (1948)
- Mon maître Henri IV, mémoires de Robert Cottereau de Rème, porte-valise du roi de Navarre (1949)
- L'Enfance de lumière, Florentina (1949)
- L'Étal du roi (1950)
- Ceux de Bouvines (1952), écrit en collaboration avec Auguste Dupouy
- La Poupée flamande ou le Royaume du Roi (1953), écrit en collaboration avec Auguste Dupouy
- Lorsque régnaient les rois de cœur (1956)
- Un homme de cour (1958)
- Roulez tambours ! (1959), écrit en collaboration avec Auguste Dupouy
- Gisèle ou le Triomphe du paradisme (1959)
- L'Unique Amour de Sampiero Corso (1962), écrit en collaboration avec Émile Capelier

### Série policièreSœur Angèlesignée Henri Catalan
- Le Cas de Sœur Angèle, Librairie des Champs-Élysées (1952)
- Sœur Angèle et les Fantômes de Chambord, Librairie des Champs-Élysées (1953)
- Sœur Angèle et ceux de la mouise, Librairie des Champs-Élysées (1953)
- Sœur Angèle et les Seigneurs du jour, Librairie des Champs-Élysées (1953)
- Sœur Angèle et les Roses de Noël, Librairie des Champs-Élysées (1954)
- Sœur Angèle et l'Angélus du soir, Librairie des Champs-Élysées (1954)
- Sœur Angèle et les Croix de glace, Librairie des Champs-Élysées (1955)
- Le Secret de Sœur Angèle, Librairie des Champs-Élysées (1956)
- Sœur Angèle et l'Étrangère, Librairie des Champs-Élysées (1957)
- Sœur Angèle et le Milliardaire, Librairie des Champs-Élysées (1957)
- Sœur Angèle et le Chien policier, Librairie des Champs-Élysées (1958)
- Sœur Angèle et le Redresseur de torts, Librairie des Champs-Élysées (1959)

### Théâtre
- L'Alerte (1912), écrite en collaboration avec François de Nion
- Match de boxe (1912), écrite en collaboration avec Jean-José Frappa
- Les Anges gardiens (1913), écrite en collaboration avec Jean-José Frappa
- L'Homme riche (1914), écrite en collaboration avec Jean-José Frappa
- Molière (1922), écrite en collaboration avec Jean-José Frappa
- Les Don Juanes (1922), écrite en collaboration avec Jean-José Frappa

### Autres publications
- Lourdes, l'Église et la science (1958), en collaboration avec l'abbé Laurentin et le Dr. Jean Lhermitte

## Filmographie

### En tant que scénariste
- 1924 : Le Miracle des loups, film muet français réalisé par Raymond Bernard
- 1928 : Le Tournoi dans la cité, film muet français réalisé par Jean Renoir
- 1929 : Le Bled, film muet français réalisé par Jean Renoir
- 1934 : Chansons de Paris, film français réalisé par Jacques de Baroncelli
- 1936 : Les Deux Gamines, film français réalisé par Maurice Champreux et René Hervil
- 1937 : La Loupiote, film français réalisé par Jean Kemm et Jean-Louis Bouquet
- 1937 : La Pocharde, film français réalisé par Jean Kemm et Jean-Louis Bouquet
- 1937 : Liberté, film français réalisé par Jean Kemm
- 1939 : Thérèse Martin, film français réalisé par Maurice de Canonge
- 1961 : Le Miracle des loups, film français réalisé par André Hunebelle

### Adaptations de ses œuvres
- 1920 : Billions, film muet américain réalisé par Ray C. Smallwood, d'après la pièce de théâtre L'Homme riche
- 1927 : Le Joueur d'échecs, film muet français réalisé par Raymond Bernard, d'après le roman éponyme
- 1938 : Le Joueur d'échecs, film français réalisé par Jean Dréville, d'après le roman éponyme

## Comédien
- 1919 : Napoléonette d'André de Lorde et Jean Marsèle d'après le roman de Gyp, Théâtre Sarah-Bernhardt